# Liste der Monuments historiques in Buthiers (Haute-Saône)
Die Liste der Monuments historiques in Buthiers führt die Monuments historiques in der französischen Gemeinde Buthiers auf.

## Liste der Immobilien
| Bezeichnung         | Beschreibung | Standort               | Kennzeichnung | Schutzstatus | Datum     | Bild           |
| ------------------- | --- | ---------------------- | ------------- | ------------ | --------- | -------------- |
| Château de Buthiers | Burg des 15. Jahrhunderts, im 17. Jahrhundert zum Schloss umgebaut; mit Teilen der Innenausstattung, den Neben- und Wirtschaftsgebäuden und dem Park; der Park auch zu Voray-sur-l’Ognon | Rue de l’Église (Lage) | PA00102128    | Inscrit      | 1980 1993 | weitere Bilder |

## Liste der Objekte
| Bezeichnung                        | Beschreibung                                                                   | Standort                                | Kennzeichnung | Schutzstatus | Datum | Bild |
| ---------------------------------- | ------------------------------------------------------------------------------ | --------------------------------------- | ------------- | ------------ | ----- | ---- |
| Gemälde Christus in der Rast       | Ölfarbe auf Leinwand, 17. Jahrhundert; vergoldeter Holzrahmen, 18. Jahrhundert | in der Kirche Sts-Pierre-et-Paul (Lage) | PM70000213    | Classé       | 1962  |      |
| Glocke                             | Bronze, Ende des 17. Jahrhunderts gegossen                                     | in der Kirche Sts-Pierre-et-Paul (Lage) | PM70000210    | Classé       | 1942  |      |
| Petrusreliquiar                    | Silber, gemarkt 1701, Goldschmied Jean-Baptiste Mitton (zugeschrieben)         | in der Kirche Sts-Pierre-et-Paul (Lage) | PM70000211    | Classé       | 1962  |      |
| Kelch                              | Silber, vergoldet, bezeichnet 1739, Goldschmied Jean-Baptiste Charmet          | in der Kirche Sts-Pierre-et-Paul (Lage) | PM70000212    | Classé       | 1961  |      |
| Ewiges Licht                       | Kupfer, vergoldet, Mitte des 18. Jahrhunderts                                  | in der Kirche Sts-Pierre-et-Paul (Lage) | PM70000214    | Classé       | 1970  |      |
| Kanzel                             | Holz, Mitte des 18. Jahrhunderts                                               | in der Kirche Sts-Pierre-et-Paul (Lage) | PM70000215    | Classé       | 1970  |      |
| Skulptur Heilige Katharina (?)     | Holz, farbig gefasst und vergoldet, 18. Jahrhundert                            | in der Kirche Sts-Pierre-et-Paul (Lage) | PM70002300    | Inscrit      | 1996  |      |
| Zwei Beichtstühle                  | Holz, 18. Jahrhundert                                                          | in der Kirche Sts-Pierre-et-Paul (Lage) | PM70002301    | Inscrit      | 1996  |      |
| Kruzifix                           | Holz, farbig gefasst, um 1800                                                  | in der Kirche Sts-Pierre-et-Paul (Lage) | PM70002302    | Inscrit      | 1996  |      |
| Abschrankung                       | Schmiedeeisen, 18. Jahrhundert                                                 | in der Kirche Sts-Pierre-et-Paul (Lage) | PM70002332    | Inscrit      | 1989  |      |
| Hauptaltar                         | Holz, 18. Jahrhundert                                                          | in der Kirche Sts-Pierre-et-Paul (Lage) | PM70002333    | Inscrit      | 1989  |      |
| Gemälde Petrus                     | Ölfarbe auf Leinwand, 18. Jahrhundert                                          | in der Kirche Sts-Pierre-et-Paul (Lage) | PM70002334    | Inscrit      | 1989  |      |
| Gemälde Heiliger Rochus            | Ölfarbe auf Leinwand, 18. Jahrhundert                                          | in der Kirche Sts-Pierre-et-Paul (Lage) | PM70002335    | Inscrit      | 1989  |      |
| Gemälde Heiliger Sebastian         | Ölfarbe auf Leinwand, 18. Jahrhundert                                          | in der Kirche Sts-Pierre-et-Paul (Lage) | PM70002336    | Inscrit      | 1989  |      |
| Zwei Reliquienbüsten von Bischöfen | Holz, vergoldet, 18. Jahrhundert                                               | in der Kirche Sts-Pierre-et-Paul (Lage) | PM70002337    | Inscrit      | 1989  |      |
| Kommunionbank                      | Schmiedeeisen, 18. Jahrhundert                                                 | in der Kirche Sts-Pierre-et-Paul (Lage) | PM70002338    | Inscrit      | 1989  |      |
| Zwei Konsoltische                  | Holz, vergoldet, 18. Jahrhundert                                               | in der Kirche Sts-Pierre-et-Paul (Lage) | PM70002339    | Inscrit      | 1989  |      |